# Doupovské Mezilesí
Doupovské Mezilesí (německy Olitzhaus) je zaniklá vesnice ve vojenském újezdu Hradiště v okrese Karlovy Vary. Stávala v Doupovských horách asi sedm kilometrů severovýchodně od Bochova v nadmořské výšce okolo 850 metrů.

## Název
Německý název vesnice je odvozen z českého příjmení Olič. V historických pramenech se objevuje zejména v německém tvaru Olitzhaus (1720), Ohlitzhaus (1747), Olitzhaus (1785 a 1847).

## Historie
Ve druhé polovině šestnáctého století stávala v místech vesnice panská myslivna Ahlholz, u které později vznikla malá vesnice. První písemná zmínka o ní pochází z roku 1720. Podle Tereziánského katastru z roku 1748 zde byl vrchnostenský dvůr zaměřený na chov jalového dobytka. Většina půdy v okolí patřila ke dvoru a obyvatelé osady většinou pracovali v lesích. Ze služeb v Doupovském Mezilesí býval jen hostinec. V posledním desetiletí devatenáctého století vesnice patřila k bražecké farnosti a bývala v ní jednotřídní pobočka tamní školy. Při sčítáních lidu v letech 1869–1930 bývalo Doupovské Mezilesí obcí v okrese Žlutice.
Během druhé světové války byly ve vsi ubytovány děti z německého Ulmu ohrožovaného nálety spojenců. V okolních lesích pracovali váleční zajatci. V květnu roku 1945 přes vesnici utíkali němečtí vojáci před postupující Rudou armádou. Počet obyvatel klesl mezi lety 1939 a 1947 ze 64 na osm.
Doupovské Mezilesí zaniklo vysídlením v roce 1953 v důsledku zřízení vojenského újezdu. Dochovaly se z něj pouze zarostlé základy domů.

## Přírodní poměry
Doupovské Mezilesí stávalo v katastrálním území Bražec u Hradiště v okrese Karlovy Vary, asi sedm kilometrů severovýchodně od Bochova. Nacházelo se se v nadmořské výšce okolo 850 metrů na východním úbočí mezi kótami Na raketě (912 metrů) a Nad Ovčárnou (878 metrů). Oblast leží na jižní části Doupovských hor, konkrétně v jejich okrsku Hradišťská hornatina. Půdní pokryv v okolí tvoří převážně kambizem eutotrofní, ale severovýchodně od zaniklé vesnice, v okolí rybníka Tišina, se vyskytuje rašelina. V území nad rybníkem pramení Ratibořský potok.
V rámci Quittovy klasifikace podnebí Doupovské Mezilesí stálo v chladné oblasti CH7, pro kterou jsou typické průměrné teploty −3 až −4 °C v lednu a 15–16 °C v červenci. Roční úhrn srážek dosahuje 850–1000 milimetrů, sníh zde leží 100–120 dní v roce. Mrazových dnů bývá 140–160, zatímco letních dnů jen 10–30.

## Obyvatelstvo
Při sčítání lidu v roce 1921 zde žilo 77 obyvatel (z toho 39 mužů). Všichni byli německé národnosti a římskokatolického vyznání. Podle sčítání lidu z roku 1930 měla vesnice 66 obyvatel s nezměněnou národnostní a náboženskou strukturou.
|           | 1869 | 1880 | 1890 | 1900 | 1910 | 1921 | 1930 | 1950 |
| --------- | ---- | ---- | ---- | ---- | ---- | ---- | ---- | ---- |
| Obyvatelé | 69   | 89   | 85   | 79   | 72   | 77   | 66   | 4    |
| Domy      | 14   | 14   | 13   | 12   | 12   | 12   | 12   | 9    |